# Chlamydatus pallidicornis
Chlamydatus pallidicornis är en insektsart som beskrevs av Knight 1964. Chlamydatus pallidicornis ingår i släktet Chlamydatus och familjen ängsskinnbaggar. Inga underarter finns listade i Catalogue of Life.